# Jeannie Saffin
Jeanne Lucille Saffin (Edmonton, Londres, 20 de marzo de 1921 - 23 de septiembre de 1982) fue una mujer británica cuya muerte por fuego en 1982 fue citada por investigadores y autores paranormales como un ejemplo de combustión humana espontánea, y se informa que es el caso sospechoso más reciente en el Reino Unido. Los aspectos de los informes realizados inmediatamente después de su lesión y muerte aparentemente apoyaron la conclusión de que su muerte se debió a una combustión humana espontánea; John Heymer dedicó un capítulo de su libro de 1996 The Entrancing Flame al caso. Sin embargo, investigaciones posteriores han puesto en duda algunas de las pruebas y refutan las afirmaciones de que sus lesiones fueron causadas por la combustión humana espontánea.

## Biografía
Jeannie Saffin Nació en Edmonton, Londres con defectos de nacimiento que llevaron a discapacidades mentales que redujeron sus capacidades a las de un niño.  Tenía 61 años al momento de su muerte. La noche del 15 de septiembre de 1982, ella estaba en la casa de su familia en Edmonton con su padre, Jack Saffin, y su cuñado, Don Carroll. Jeannie estaba sentada con su padre en la cocina. Jack Saffin estaba apartando la vista de Jeannie cuando atrajo su atención hacia su hija, ya que de repente estaba en llamas. Jack Saffin y su yerno Don Carroll apagaron el fuego con agua de la cocina y luego pidieron una ambulancia. Jeannie fue tratada en el hospital por paramédicos, ingresó en el North Middlesex y luego fue trasladada a la unidad de quemados del Mount Vernon Hospital, donde fue tratada hasta su muerte por " bronco-neumonía por quemaduras" ocho días después de la Incendio original y lesiones.. Los parientes sugirieron en la investigación que la muerte podría haber sido un caso  de combustión humana espontánea, pero el forense, Dr. John Burton, dijo que "no había tal cosa" y dio un veredicto abierto.

### Como presunto caso de combustión humana espontánea
El caso de Saffin se ha mantenido como un ejemplo de combustión humana espontánea por parte de investigadores y autores paranormales. Don Carroll, el yerno de Jack Saffin, quien se encontraba en la casa en el momento del incendio, ha declarado que Jeannie tenía llamas saliendo de su boca y hacía ruidos como un dragón. Tanto Carroll como Jack Saffin han afirmado repetidamente que antes de que Jeannie se prendiera fuego no había una fuente de ignición en la cocina, excepto la luz piloto de la estufa de gas. Carroll también afirma que la ropa de Jeannie estaba sin quemar y que no había daños por humo en la cocina.  La interpretación de los trabajos de Heymer y Arnold ha llevado al caso de Saffin a ser citado como prueba de combustión humana espontánea por investigadores y autores ansiosos por defender la combustión humana espontánea.
Una vista alternativa desmiente la evidencia que apunta a que Saffin es un ejemplo de combustión humana espontánea. Los defensores de la teoría de la combustión han declarado que Saffin "se quemó dentro de la ropa sin quemar". Aun así, más tarde investigar notado por Joe Nickell sugiere que Saffin  la ropa estuvo quemada. Sin embargo, investigaciones posteriores de Joe Nickell sugieren que la ropa de Saffin fue quemada. En una declaración escrita realizada en el momento de la muerte de Saffin, 12 años antes de la entrevista realizada por Heymer, Carroll declaró que la ropa de Saffin estaba severamente quemada. Además, los informes de la policía indicaron que, al llegar, los guardias presenciaron cómo se quema la ropa de Jeannie y se la quitan después de apagar las llamas
La fuente de las llamas también ha sido examinada por los escépticos. Carroll ha declarado que las llamas vinieron de la boca de Saffin; sin embargo, la evidencia médica no respalda esta conclusión: la boca de Saffin no estaba dañada, según los registros del hospital. Los registros médicos también respaldan la conclusión de que la mayoría de las quemaduras de Saffin fueron el resultado del contacto con el nylon quemado o derretido de su ropa. Los patrones de ardor y fusión de su ropa de nylon podrían hacer parecer que el fuego venía del interior del cuerpo de Saffin
Los opositores de la teoría de la combustión espontánea humana también tienen una explicación potencial para la fuente de la llama que encendió la ropa de Saffin y provocó el incendio. Carroll hizo varias declaraciones de que la única fuente de llamas en la cocina era la luz piloto de la estufa. En una entrevista, señaló específicamente que la pipa de Jack Saffin estaba apagada y llena de tabaco fresco. Nickell esboza una explicación plausible, que Jack Saffin eliminó el tabaco usado de su pipa para rellenarlo, y que al hacerlo, hizo que las brasas encendidas cayeran sobre la ropa de Jeannie. Nickell sugiere que esto es aún más probable, porque en el momento del incendio, la ventana y la puerta de la cocina estaban abiertas, lo que causó una brisa cruzada. Las brasas de las tuberías, llevadas por la brisa y luego aterrizando en la ropa de nailon inflamable de Saffin, se incendiarían fácilmente y causarían las quemaduras graves en el cuerpo de Saffin en la autopsia.